# Aeroportul Lille
Aeroportul Lille (în franceză Aéroport de Lille-Lesquin) (IATA: LIL, ICAO: LFQQ) este un aeroport din Lesquin, Cantonul Seclin-Nord, Arondismentul Lille, Nord, Hauts-de-France, Franța metropolitană, Franța ce deservește zona Lille. Aeroportul a fost tranzitat în 2022 de 1.773.154 de pasageri. A fost deschis în 1937 și numit după zona deservită.
Situat la o altitudine de 48 m, aeroportul dispune de 2 piste și ocupă o suprafață de 4.500.000 m².

## Infrastructură

### Piste
Aeroportul dispune de 2 piste. Pista 08/26 are suprafața de asfalt și dimensiunile 2.825 m × 45 m. Pista 01/19 are suprafața de asfalt și dimensiunile 1.580 m × 30 m. 